# Paddesjön (Enslövs socken, Halland)
Paddesjön är en sjö i Halmstads kommun i Halland och ingår i Fylleåns huvudavrinningsområde.